# Charlotte de Bournon
Charlotte de Bournon (1753-1842) est une femme de lettres française. Romancière, elle a écrit une quarantaine de romans entre 1780 et 1830. 

## Biographie
Fille de Jacques de Bournon, seigneur de Gray, Charlotte de Bournon naît à Metz, dans la province des Trois-Évêchés, le 14 février 1753. Alors que son frère aîné, Jacques Louis de Bournon, se consacre à la minéralogie, Charlotte se sent attirée par la littérature. Le 7 mars 1769, Charlotte de Bournon épouse Jean-Étienne Malarmé, lieutenant au régiment du Dauphin.
En 1778, lors de la Guerre d'indépendance américaine, elle accompagne son époux aux États-Unis. Ce voyage inspirera plus tard son troisième roman. 
À partir de 1780, elle donne libre cours à sa passion de l'écriture et publie régulièrement ses romans. En 1782, elle co-écrit, avec Henri-Alexis Cahaisse, le Fripon parvenu, ou Histoire du sieur Delzenne, un pamphlet qui la conduit à la Bastille du 3 mai au 28 juin 1780. Ayant perdu sa fortune, elle sollicite, en 1783, une aide de Benjamin Franklin. 
Pendant la Révolution et l'Empire, Charlotte de Bournon continue à écrire, publiant régulièrement des livres jusqu'en 1826. 
La comtesse de Bournon-Malarmé décéda le 4 aout 1842, à La Chapelle-en-Serval, dans le département de l'Oise.

## Son œuvre
Romancière prolifique, Charlotte Bournon-Malarme a écrit une quarantaine de romans. La plupart furent édités à Londres et plusieurs furent traduits en allemand.
Parmi ses ouvrages, il convient de citer:
- Lettres de milady Lindsey, 2 part. in-12, 1780.
- Mémoires de Clarence de Weldoné, 2 vol. in-12, 1780.
- Le Fripon parvenu, in-12, 1782.
- Anna Rose-Tree, 2 vol. in-12, 1783.
- Histoire d’Eugénie de Bedford, 2 vol. in-12, 1784.
- Richard Bodley, 2 vol. in-12, 1785.
- Tout est possible à l’amitié, 2 vol. in-12, 1786.
- Lettres de milord Walton à sir Hugh, 2 vol. in-12, 1789.
- Milord Elive, 3 vol. in-12.
- Les trois Sœurs, 4 vol. in-12, 1795.
- Les trois Frères, 2 vol. in-12, 1798.
- Théobald Leymour, 3 vol. in-12, 1799.
- Miralba, chef de brigands, 2 vol. in-12, 1800.
- Plus vrai que vraisemblable, 3 vol. in-12, 1801.
- Le Temps passé, 2 vol. in-12, 1801.
- Peut-on s’en douter ? 2 vol. in-12, 1802.
- Les deux Borgnes, 3 vol. in-12, 1803.
- Les trois Générations, 3 vol. in-12, 1804.
- Alicia, 2 vol. in-12, 1805.
- Thècle, ou le Legs, 3 vol. in-12, 1806.
- Hannibal, 2 vol. in-12, 1808.en ligne
- Les Orphelins de Holy-Island, 3 vol. in-12., 1809.
- Les trois Familles, 4 vol. in-12, 1810.
- Héléna Aldmar, ou le Rigame, 4 vol. in-12, 1810.
- Qui ne s’y serait trompé, 3 vol. in-12, 1810.
- Le Naufrage, 5 vol. in-12, 1812.
- Stanislas, roi de Pologne, 3 vol. in-12, 1812.
- Charles et Arthur, 3 vol. in-12, 1813.
- Constance Dauvalière et Jules Despernon, 3 vol. in-12, 1813.
- La Famille Tilburry, 3 vol. in-12, 1816.
- Lancelos-Montagu, 3 vol. in-12, 1816.
- Egbert Névil, 3 vol. in-12, 1817.
- Olympia et Ethelwolf, 3 vol. in-12, 1818.
- Les Pensionnaires, 3 vol. in-12, 1818.
- La Sourde et Muette, 3 vol. in-12, 1819.
- Les Ruines d’un vieux château de la haute Saxe, 3 vol. in-12, 1821.
- Phédora et Adelina, 4 vol. in-12, 1822.
- Le Brigand démasqué, 3 vol. in-12, 1824.
- Les deux Propriétaires d’un vieux château dans les Hautes-Alpes, 4 vol. in-12, 1824.
- Edward et Henri, 3 vol. in-12.
- Lequel des Deux ? ou les Frères jumeaux, 3 vol. in-12, 1826.

## Sources
- André Bellard: Pléiade messine, in Mémoires de l'Académie nationale de Metz, no 59, 1966-1967.
- Michaud : Malarme, la comtesse Charlotte de , Les Siècles littéraires de la France : ou Nouveau dictionnaire historique, critique, et bibliographique, de tous les écrivains français, morts et vivans, jusqu'à la fin du XVIIIe siècle, N.-L.-M. Desessart, 1800-1801.